# 名古屋市立豊正中学校
名古屋市立豊正中学校（なごやしりつ ほうせいちゅうがっこう）は、名古屋市中村区稲葉地町の公立中学校。

## 概要

### 歴史[1]
- 1947年（昭和22年）4月1日 - 名古屋市立豊正中学校創立。
- 1947年（昭和22年）7月7日 - 本校を名古屋市立中村小学校に置く。
- 1949年（昭和24年）3月21日 - 新校地（現在の場所）決定。
- 1949年（昭和24年）11月10日 - 竣工記念式と記念行事。
- 1954年（昭和30年）3月15日 - 校歌制定。
- 1962年（昭和38年）4月1日 - 今年度入学生より通学区域から名古屋市立豊臣小学校を除外。（通学区域が中村小学校と稲葉地小学校に） 。
- 1967年（昭和43年）3月26日 - 名古屋市立稲西小学校開校により、中村・稲葉地・稲西の3学区が通学区域となる。
- 2022年（令和4年）度 - 体育館にエアコンが整備される予定[2] [3]。

## 通学区域
所管する名古屋市教育委員会は、2017年（平成29年）4月1日時点で名古屋市立中村小学校・名古屋市立稲葉地小学校・名古屋市立稲西小学校の各学校区を通学区域として指定している。

## 部活動

### 運動部
- 軟式野球部
- サッカー部
- ソフトテニス部（女子）
- 陸上競技部（長距離 / 短距離）(2024年度で廃部)
- バスケットボール部（女子）(男子は2024年度で廃部）
- 卓球部

### 文化部
- 合唱部
- 美術部
- 文化研究部

## 著名な卒業生
- 内藤洋子（実弟の平野謙は名古屋市立日比津中学校卒業）[4]
- 秋田豊[4][WEB 3][5]
- 寺西睦

## アクセス
- 名古屋市営地下鉄東山線 中村公園駅より徒歩で約15分[WEB 1]。
- 名古屋市営バス「豊正中学校前」停留所下車[WEB 1]。

### WEB
1. 1 2 3  “学校紹介”.   名古屋市立豊正中学校. 2021年2月27日閲覧。
2. ↑  名古屋市教育委員会事務局子ども応援委員会制度担当部学校計画室計画係 (2017年4月1日). “名古屋市立中学校区一覧（小→中）” (PDF).   名古屋市. 2021年2月27日閲覧。
3. ↑  “母校、名古屋市立豊正中学校。”.   寺西むつみ公式ブログ. 2021年2月27日閲覧。

### 書籍
1. ↑  名古屋市立豊正中学校生徒手帳.
2. ↑   “学校体育館空調設備にかかる設計について”. 名古屋市. (2021年5月28日) 2021年8月10日閲覧。
3. ↑  “中学、特別支援学校６０校の体育館にエアコン　冷房は２３年度から”. 中日新聞社. (2021年5月29日) 2021年6月21日閲覧。
4. 1 2  豊正中学校50周年記念行事実行委員会 1997.
5. ↑  『愛知県人物・人材情報リスト 2021(第4巻)』日外アソシエーツ 2020年10月 2089頁